# Aculco de Espinoza

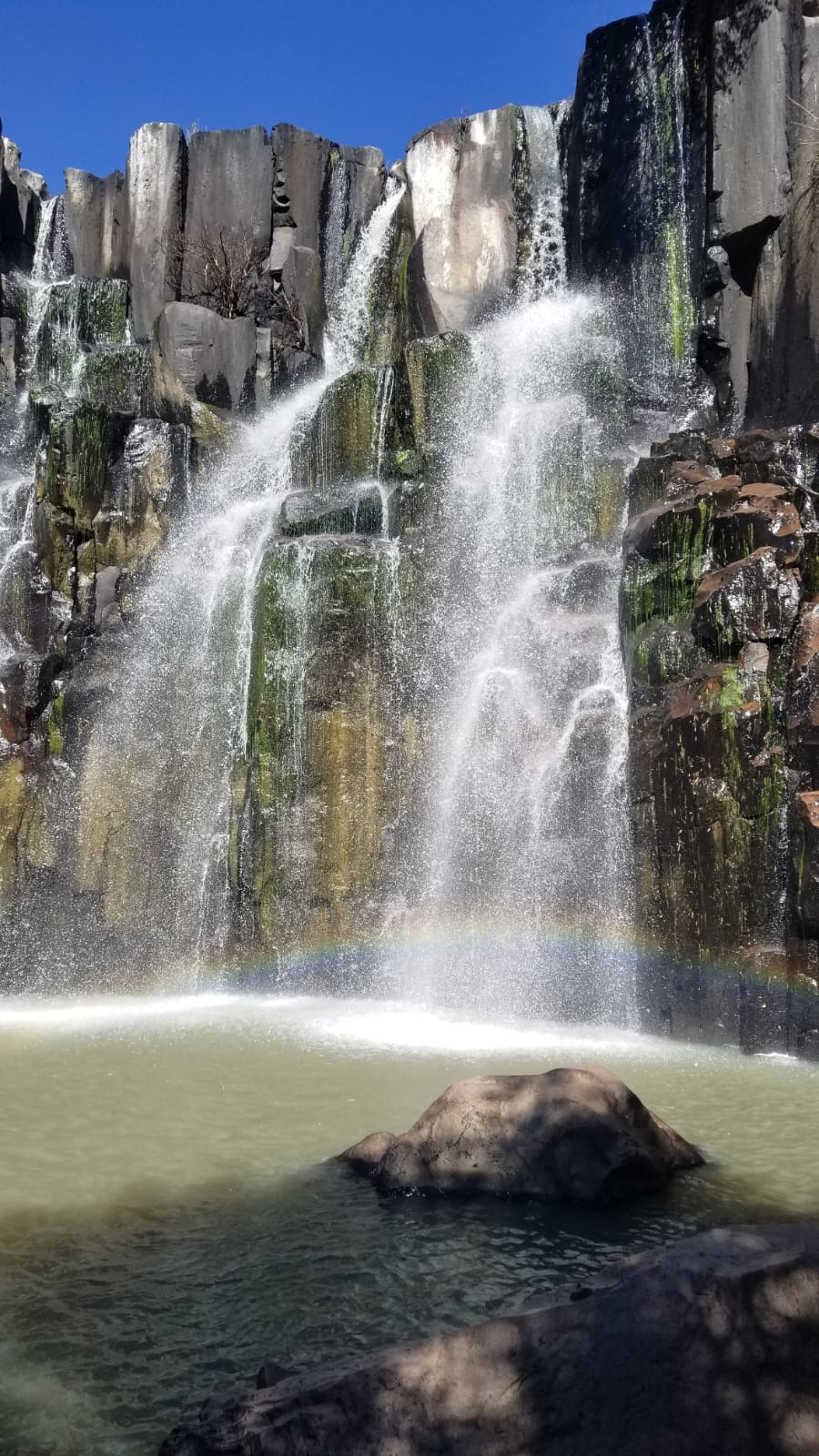
Cascada La Concepción, Aculco de Espinoza

Aculco de Espinoza, antiguamente San Jerónimo Aculco (Ahcolco en náhuatl y N'dome en otomí), es una población mexicana y cabecera del municipio de Aculco. Se encuentra en la región norte del Estado de México y fue una localidad ubicada sobre el Camino Real de Adentro. En el año 2015, el pueblo de Aculco de Espinoza fue declarado Pueblo Mágico.

## Toponimia
Aculco de Espinoza es el nombre oficial de la cabecera municipal, proviene del topónimo náhuatl de origen prehispánico Ahcolco, que significa Lugar donde se tuercen las aguas, que deriva de atl agua, ahcolli brazo o algo que está torcido y -co, que denota un lugar. Siendo Aculco de Espinoza una localidad de origen otomí, tiene otra toponimia; esta es N'dome, que significa en español Dos aguas.
El patrónimo se obtenido con la llegada y establecimiento de los europeos. Durante la fundación de la parroquia por parte de los franciscanos, la localidad fue encomendada al santo patrón, San Jerónimo.

## Fundación
En 1540 los españoles construyen la parroquia y el convento de San Jerónimo; aquí los independentistas sufren su primera gran derrota en 1810; acabada la independencia, para 1825 surge el municipio.

### Clima
Su región está considerada como una zona de clima semifrío, subhúmedo con lluvias en verano, sin estación invernal bien definida. La temperatura media anual es de 13 °C, siendo las más bajas de noviembre a febrero, pues llegan a ser menores a cero, ocasionando heladas.
La temporada de lluvias inicia a finales de marzo o principios de abril, y dura hasta octubre o noviembre.

### Flora
La  clasificación de la flora silvestre en Aculco es la siguiente: flores de  azucena, gladiola, dalia, alcatraz, tuberosa, ayapando, hortensia, begonia,  ala de ángel, chimos, huele de noche, geranio, camelia, margarita, clavel,  heliotropo, capa de oro, madre selva, hiedra y hoja elegante. 
Bosques  de: encino, ocote, madroño, pino, aile, sauce, capulín, álamo, fresno,  eucalipto y casuarina.
Flora  con propiedades medicinales: santa maría, árnica, manzanilla, gordolobo,  yerbabuena, malva, pesthú, borraja, cedrón, simonillo, ruda, hinojo,  toloache, apio, ajenjo, epazote y romero.

### Fauna
Dentro de su fauna salvaje se distinguen: ardilla, armadillo, cacomixtle, tejón, mapache, conejo, coyote, zorrillo, gato montés, zorra, liebre, paloma, tuza, zorro, onza, gorrión jilguero, calandria, tigrillo, cardenal, canario, dominico, cenzontle, primavera, zopilote, aguililla, gavilán, gavilancillo lechuzo y perros salvajes; además de gran variedad de insectos: abeja, jicote, avispa, guarucho y libélula; y arácnidos como capulina, tarántula y viuda negra.

## Geografía
Aculco de Espinoza es la cabecera municipal y la localidad más poblada del municipio. El pueblo está dividido en seis barrios y colonias.
| Parámetros climáticos promedio de Aculco de Espinoza | Parámetros climáticos promedio de Aculco de Espinoza | Parámetros climáticos promedio de Aculco de Espinoza | Parámetros climáticos promedio de Aculco de Espinoza | Parámetros climáticos promedio de Aculco de Espinoza | Parámetros climáticos promedio de Aculco de Espinoza | Parámetros climáticos promedio de Aculco de Espinoza | Parámetros climáticos promedio de Aculco de Espinoza | Parámetros climáticos promedio de Aculco de Espinoza | Parámetros climáticos promedio de Aculco de Espinoza | Parámetros climáticos promedio de Aculco de Espinoza | Parámetros climáticos promedio de Aculco de Espinoza | Parámetros climáticos promedio de Aculco de Espinoza | Parámetros climáticos promedio de Aculco de Espinoza |
| Mes                                                  | Ene.                                                 | Feb.                                                 | Mar.                                                 | Abr.                                                 | May.                                                 | Jun.                                                 | Jul.                                                 | Ago.                                                 | Sep.                                                 | Oct.                                                 | Nov.                                                 | Dic.                                                 | Anual                                                |
| ---------------------------------------------------- | ---------------------------------------------------- | ---------------------------------------------------- | ---------------------------------------------------- | ---------------------------------------------------- | ---------------------------------------------------- | ---------------------------------------------------- | ---------------------------------------------------- | ---------------------------------------------------- | ---------------------------------------------------- | ---------------------------------------------------- | ---------------------------------------------------- | ---------------------------------------------------- | ---------------------------------------------------- |
| Temp. máx. media (°C)                                | 21                                                   | 23                                                   | 25                                                   | 26                                                   | 26                                                   | 24                                                   | 23                                                   | 23                                                   | 23                                                   | 22                                                   | 21                                                   | 18                                                   | 23                                                   |
| Temp. mín. media (°C)                                | -2                                                   | 0                                                    | 9                                                    | 11                                                   | 13                                                   | 13                                                   | 12                                                   | 10                                                   | 10                                                   | 8                                                    | 5                                                    | 3                                                    | 10                                                   |
| Precipitación total (mm)                             | 8                                                    | 6                                                    | 2                                                    | 21                                                   | 36                                                   | 96                                                   | 87                                                   | 100                                                  | 108                                                  | 83                                                   | 10                                                   | 9                                                    | 550                                                  |
| Fuente: 2005                                         |                                                      |                                                      |                                                      |                                                      |                                                      |                                                      |                                                      |                                                      |                                                      |                                                      |                                                      |                                                      |                                                      |

## Actividades económicas
La economía del municipio es básicamente rural, se siembran principalmente maíz además frijol de haba, trigo, avena y hortalizas entre las que destacan los sembradíos de lechuga, zanahoria y rábano.  Existen huertas frutícolas que producen diversas frutas para consumo local y externo, además de propiedades en donde se cría ganado bovino, ovino, porcino, caprino y equino, aparte de pequeñas granjas avícolas.  En el sector industrial hay empresas maquiladoras para producción de calcetín, telas y confección de ropa, transformadoras de acero y artesanías en cantera. En la región, aparte de las microindustrias que alimentan a la población produciendo (tortilla, pan y chorizo) existen pequeñas factorías dedicadas a la producción y empaque de quesos, crema y demás derivados de la leche de vaca y cabra, una empresa del municipio que explota materiales de construcción (grava, arena y piedra laja).

## Cultura y patrimonio

### Música
La música de este lugar es de tipo autóctono y se ejecuta principalmente con guitarras, violín, chirimía y tambora.[cita requerida]
Existen varios grupos musicales, quienes tocan música de tipo popular en las festividades del Municipio, los conjuntos musicales que sobresalen son Pólvora Show, Almar, Nueva Dimensión, Tania y Aliados de Durango en los géneros de música tropical, cumbianchera y ranchera.[cita requerida]
El municipio cuenta con la estudiantina Lux Dei y un grupo de jóvenes de nombre artístico Músico Vocal Cantares. Destaca su calidad vocal e instrumental y participan con mucho entusiasmo en las ceremonias cívicas y religiosas.[cita requerida]

### Artesanía

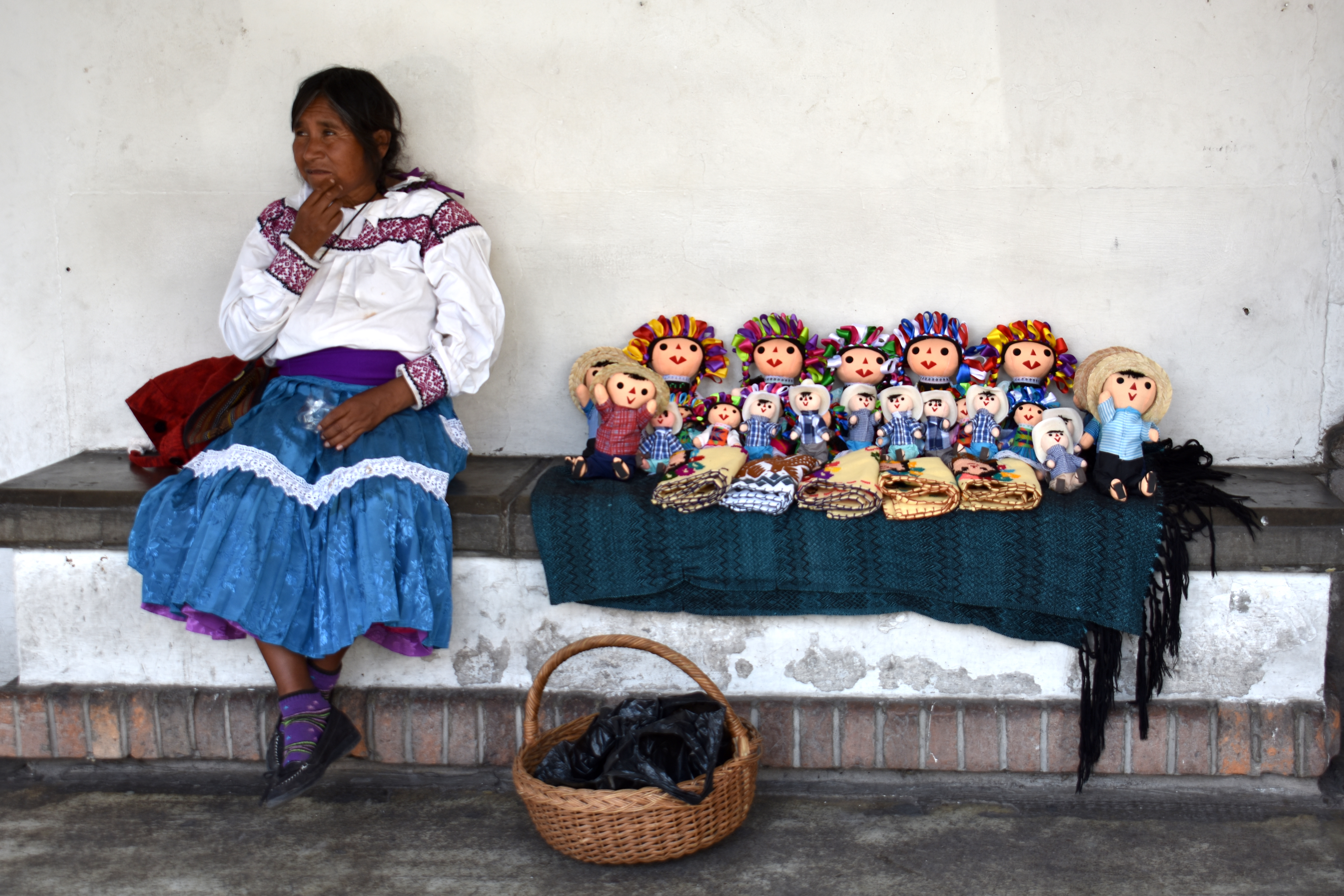
Señora otomí vendiendo sus artesanías en la plaza principal.

En este municipio se encuentran los más variados bordados elaborados en manta. Los tejidos de esta región se elaboran principalmente con lana y fibra que se extrae del maguey (ixtle). Con la lana se hacen quesquémiles, cobijas, sarapes, chales, guantes, ceñidores.[cita requerida]
También con el ixtle se hacen ayates, que se utilizan para la cosecha del maíz, redes rudimentarias para la pesca, bozales para el arado, mecates para cargar en la espalda, sombreros de palma y cinturones.[cita requerida]
Se fabrican utensilios en barro cocido, como: ollas, macetas, jarros, cazuelas, comales, platos, barriles, cajetas (es una especie de cazuela sin orejas donde se toma el pulque).[cita requerida]
Algunas comunidades acostumbran utilizar su traje típico confeccionado en mantas bordadas, rebozos, quesquémil, huaraches, las faldas y blusas tienen un bordado de colores llamativos. Las faldas son largas con muchas vueltas, los cuellos y los puños finalizan en olanes; como accesorios, las faldas llevan ceñidores de colores muy vivos, huaraches, joyería consistente en arracadas y una gran variedad de collares, de colores. Asimismo, las mujeres utilizan listones multicolores en las trenzas, y los hombres portan un sarape y sombrero de paja, ambos llevan huaraches. La vestimenta es muy similar a la de los otomíes, que son sus raíces.[cita requerida]

### Gastronomía

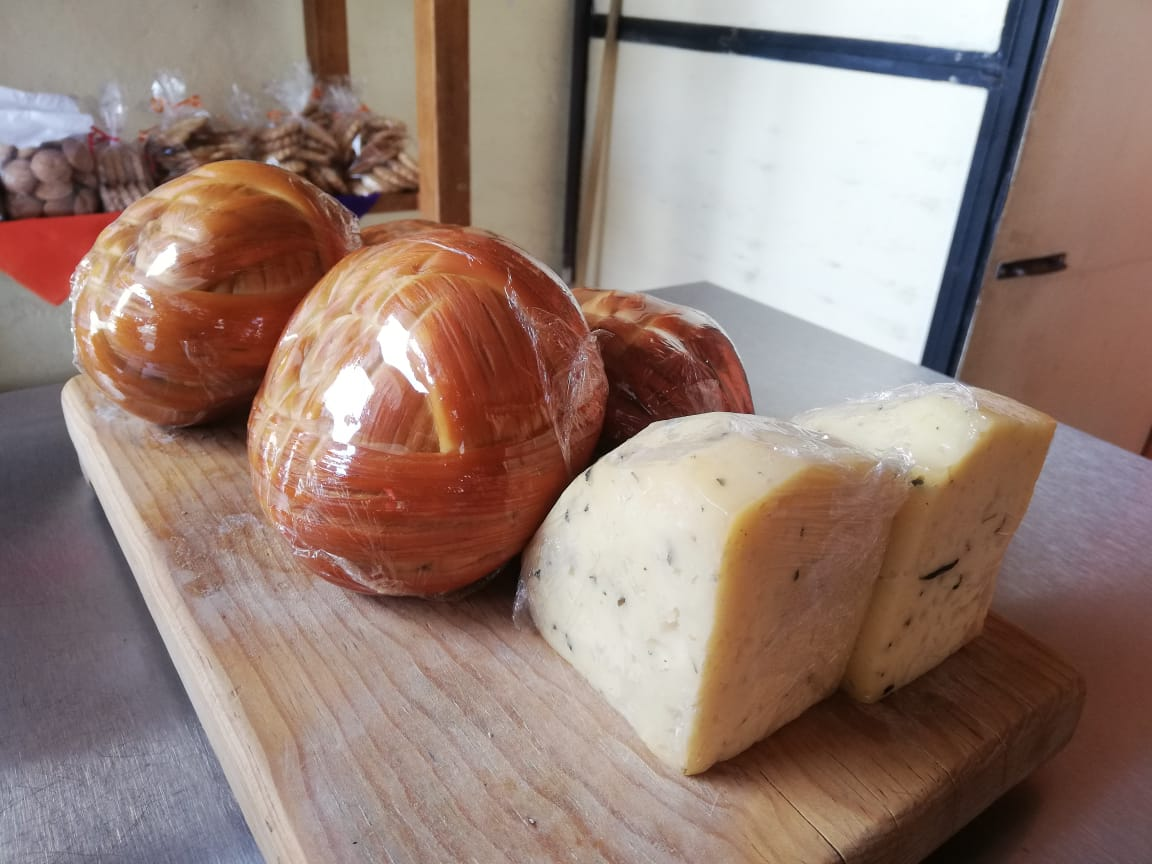
Quesos finos elaborados en Aculco de Espinoza

En Aculco destaca la elaboración artesanal de quesos. Existe el queso Aculco, así como otras variedades de quesos y todos los derivados de la leche vacuna, como yogur, jocoque, crema y mantequilla, utilizados para acompañar la cocina mexicana gurmé. También se puede degustar la barbacoa de carnero y su consomé, las carnitas de cerdo, los chicharrones de res, el típico queso y todos los derivados de la leche.[cita requerida]
Otro de los productos gastronómicos que se pueden degustar en Aculco de Espinoza, es el maíz y sus derivados, se elaboran ricas tortillas de maíz, tlacoyos, tamales, panes, gorditas y quesadillas.
Entre las bebidas tradicionales destacan el pulque y los curados, los licores de capulín, tejocote y manzana, las aguas frescas de sabor como la de chía, garambullo y limón.

## Atractivos turísticos
- Balneario municipal

- Casa de Cultura

- Casa Hidalgo

- Cascada La Concepción
- Cascada Tixhiñu

- Hacienda Arroyo Zarco
- Hacienda Ñadó
- Jardín Principal
- Lavaderos Públicos
- Peña y Presa de Ñadó
- Parroquia y Ex Convento de  San Jerónimo
- Puente Colorado
- Santa Ana Matlavat
- San Lucas Totolmaloya
- Santuario del Señor de Nenthé[4]

### Mitos y leyendas
El Campanero y su Amante
Se dice que era un señor casado que trabajaba como campanero el cual tenía una amante y que sólo veía por las noches en los lavaderos públicos; en cierta ocasión vio con horror que su amante era destrozada a patadas por una mula, quedando flotando en el agua que ahí corría. Al poco tiempo el señor enfermó de un mal desconocido dejando de existir en menos de tres meses.[cita requerida]
El León del Señor San Jerónimo
Se cuenta que el Señor San Jerónimo, santo Patrón del lugar, tenía un león a su lado, pero fue quitado por la gente del pueblo; esto provocó que en las noches se escuchara el rugido del león, la puerta de la iglesia amanecía arañada al igual que algunos animales aparecían muertos, por lo que se acordó regresarle a su lugar, y así nunca más volvieron a escucharse los rugidos.[cita requerida]